# Gerald Grosvenor, 4.º Duque de Westminster

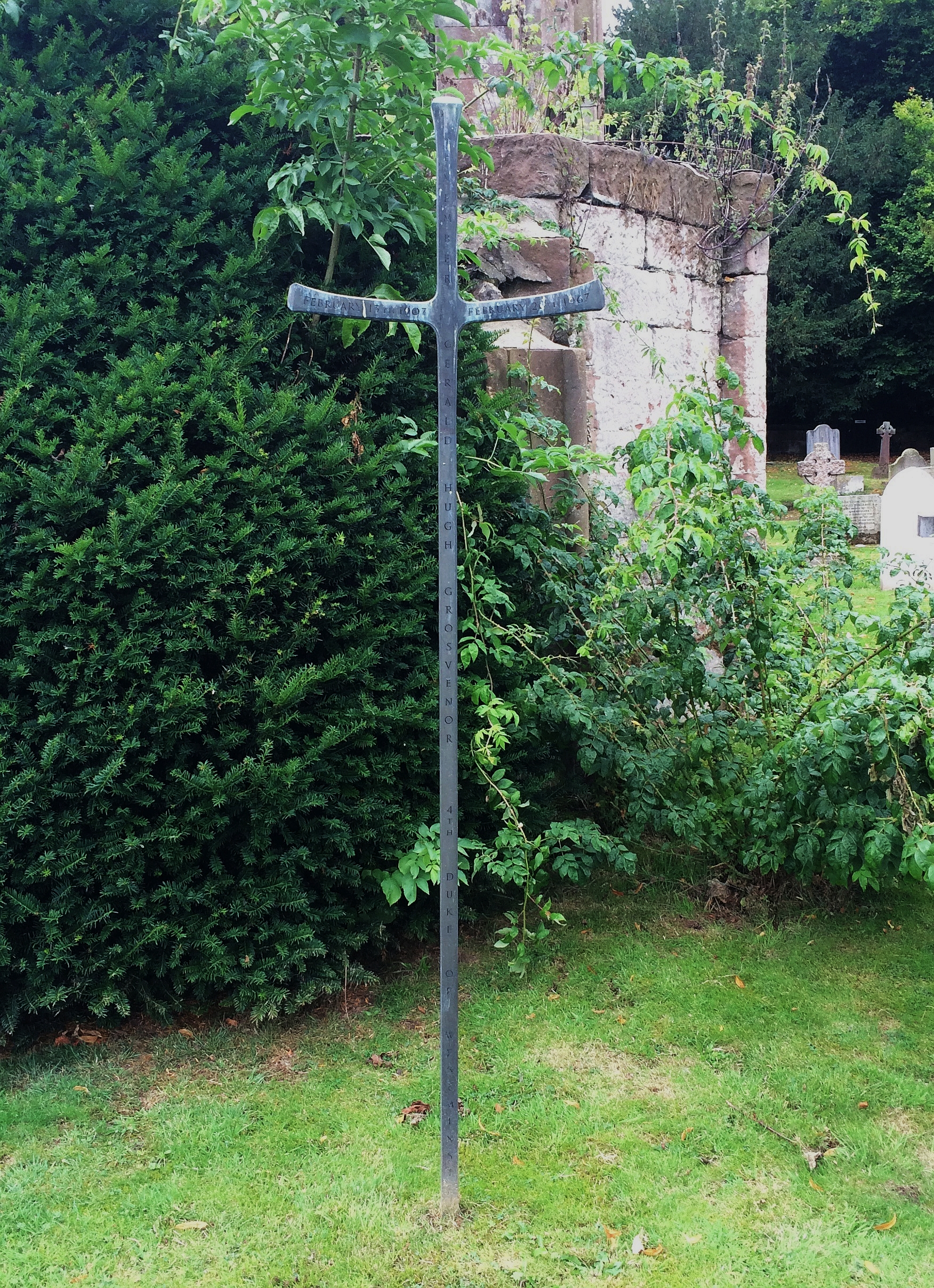
Túmulo de Gerald Grosvenor, 4.º Duque de Westminster.

Gerald Hugh Grosvenor, 4.º Duque de Westminster (13 de fevereiro de 1907 – 25 de fevereiro de 1967) foi um proprietário de terras e aristocrata britânico.

## Infância
Gerald era filho de Capitão Lord Hugh William Grosvenor e Mabel Crichton e neto de Hugh Grosvenor, 1.º Duque de Westminster.
Ele herdou os seus títulos em 1963, após a morte do seu primo de sessenta e oito anos, William Grosvenor, 3.º Duque de Westminster, que morreu solteiro e sem filhos.

## Carreira
Foi comissionado no 9.º Lancers a partir do Royal Military College, Sandhurst, em 1926. Foi promovido a tenente em 1929, capitão em 1936 e major em 1943. De 1936 a 1938, serviu como ajudante regimental e, em 1938, foi nomeado ajudante do Nottinghamshire Yeomanry.
Comandou o seu regimento na Segunda Guerra Mundial com o posto de tenente-coronel e foi ferido na perna por uma lasca de shell em 18 de julho de 1944, sofrendo de ataques de septicemia pelo restante da sua vida. Em 1947, foi reformado do Exército, mas em 1950 foi comissionado como tenente na Wiltshire Força de Cadetes do Exército.
Em 1952, foi nomeado Exon nos Yeomen of the Guard. Em 18 de fevereiro de 1955, foi nomeado coronel honorário do Cheshire Yeomanry e, em 19 de maio de 1961, foi nomeado coronel do 9.º/12.º Royal Lancers.
Em 1959, serviu como Alto Xerife de Cheshire. Foi nomeado Conselheiro Privado em 1964. 

## Vida pessoal
Em 11 de abril de 1945, quando era o terceiro na linha de sucessão aos seus títulos, casou-se com Sally Perry, que era uma das três filhas extraconjugais de Muriel Perry com Roger Ackerley. Eles não tiveram filhos.
Sabe-se também que ordenou a demolição da Eaton Hall de Alfred Waterhouse em 1963, numa época em que a arquitetura vitoriana não era apreciada. Foi substituída por uma casa moderna, muito menor. Na altura da demolição, ele era o nobre mais rico da Grã-Bretanha.
Ele morreu em 1967, aos 60 anos, e foi enterrado no cemitério da Igreja de Eccleston perto da Eaton Hall, Cheshire. Após a sua morte, os seus títulos passaram para o seu irmão mais novo, Robert Grosvenor, que se tornou o quinto duque.